# American Basketball Association 1973-1974
La stagione della American Basketball Association 1973-1974 fu la settima edizione del campionato ABA. I campioni furono i New York Nets, che sconfissero in finale gli Utah Stars.

## Squadre partecipanti
- Carolina Cougars
- Denver Rockets
- Indiana Pacers
- Kentucky Colonels
- Memphis Tams

- N.Y. Nets
- San Antonio Spurs
- San Diego Conq.
- Utah Stars
- Virginia Squires

## Classifica finale
Eastern Division
| Squadra           | V  | P  | %    | GB |
| ----------------- | -- | -- | ---- | -- |
| New York Nets     | 55 | 29 | 65,5 | -  |
| Kentucky Colonels | 53 | 31 | 63,1 | 2  |
| Carolina Cougars  | 47 | 37 | 56,0 | 8  |
| Virginia Squires  | 28 | 56 | 33,3 | 27 |
| Memphis Tams      | 21 | 63 | 25,0 | 34 |

Western Division
| Squadra                 | V  | P  | %    | GB |
| ----------------------- | -- | -- | ---- | -- |
| Utah Stars              | 51 | 33 | 60,7 | -  |
| Indiana Pacers          | 46 | 38 | 54,8 | 5  |
| San Antonio Spurs       | 45 | 39 | 53,6 | 6  |
| Denver Rockets          | 37 | 47 | 44,0 | 14 |
| San Diego Conquistadors | 37 | 47 | 44,0 | 14 |

## Vincitore
| Campione ABA 1973-1974    |
| ------------------------- |
| New York Nets (1º titolo) |

## Statistiche
| Categoria             | Giocatore      | Squadra                              | Stat |
| --------------------- | -------------- | ------------------------------------ | ---- |
| Punti per gara        | Julius Erving  | New York Nets                        | 27,4 |
| Rimbalzi per gara     | Artis Gilmore  | Kentucky Colonels                    | 18,3 |
| Assist per gara       | Al Smith       | Denver Rockets                       | 8,1  |
| Palle rubate per gara | Ted McClain    | Carolina Cougars                     | 3,0  |
| Stoppate per gara     | Caldwell Jones | San Diego Conquistadors              | 4,0  |
| FG%                   | Swen Nater     | Virginia Squires / San Antonio Spurs | 55,2 |
| FT%                   | Jimmy Jones    | Utah Stars                           | 88,4 |
| 3FG%                  | Louie Dampier  | Kentucky Colonels                    | 38,7 |

## Premi ABA
- ABA Most Valuable Player Award: Julius Erving, New York Nets
- ABA Rookie of the Year Award: Swen Nater, Virginia Squires/San Antonio Spurs
- ABA Coach of the Year Award: Babe McCarthy, Kentucky Colonels e Joe Mullaney, Utah Stars
- ABA Playoffs Most Valuable Player: Julius Erving, New York Nets
- All-ABA First Team:
  - George McGinnis, Indiana Pacers
  - Julius Erving, New York Nets
  - Artis Gilmore, Kentucky Colonels
  - Jimmy Jones, Utah Stars
  - Mack Calvin, Carolina Cougars
- All-ABA Second Team:
  - Willie Wise, Utah Stars
  - Dan Issel, Kentucky Colonels
  - Swen Nater, Virginia / San Antonio
  - Ron Boone, Utah Stars
  - Louie Dampier, Kentucky Colonels
- All-Defensive Team:
  - Julius Keye, Denver Rockets
  - Willie Wise, Utah Stars
  - Artis Gilmore, Kentucky Colonels
  - Mike Gale, Kentucky / New York
  - Fatty Taylor, Virginia Squires
  - Ted McClain, Carolina Cougars
- All-Rookie Team:
  - Larry Kenon, New York Nets
  - Mike Green, Denver Rockets
  - Swen Nater, Virginia / San Antonio
  - John Williamson, New York Nets
  - Bo Lamar, San Diego Conquistadors